# Eloy, Arizona
Eloy je grad u američkoj saveznoj državi Arizona. Prema popisu stanovništva iz 2010. u njemu je živjelo 16,631 stanovnika.